# Cantonul Bourg-en-Bresse-Est
Cantonul Bourg-en-Bresse-Est este un canton din arondismentul Bourg-en-Bresse, departamentul Ain, regiunea Rhône-Alpes, Franța.

## Comune
- Bourg-en-Bresse (parțial)